# Revue des études anciennes
La Revue des études anciennes (abreviado REA, en español Revista de estudios antiguos) es una revista universitaria creada en 1899, publicada por la Universidad de Burdeos III consagrada al estudio de la Antigüedad.

## Historia
En 1879, Louis Liard y Auguste Couat, de la Universidad de Burdeos, crearon los Annales de la Faculté des Lettres de Bordeaux (Anales de la Facultad de letras de Burdeos). En 1885, las universidades de Burdeos, de Toulouse, de Montpellier y d'Aix se asociaron para editar la Revue des Universités du Midi (Revista de estudios del Midi, de la que Georges Radet fue gerente en 1897. En 1899, la reviste se escindió en dos  publicaciones: la Revue des études anciennes y la Revue des Lettres françaises et étrangères (Revista de letras francesas y extranjeras), reunidas administrativamente en la entidad Annales de la Faculté des Lettres de Bordeaux et des Universités du Midi (Anales de la Facultad de Letras de Burdeos y de las Universidades del Midi). Un Bulletin Hispanique (Boletín Hispánico) apareció el mismo año en el seno del mismo grupo. La Revue des Lettres françaises et étrangères cesó su aparición en  1900, mientras que los dos otros periódicos han conocido una longevidad más grande. La REA cubre la historia, la literatura, la filología, la arqueología, la epigrafía, el estudio del Oriente antiguo, y todos los dominios y disciplinas que estudian la Antigüedad. La REA era editada por la librería Féret et Fils, que albergaba la redacción.
Georges Radet fue director de la REA hasta 1940, y desde 1905, se ocupó particularmente de la Antigüedad clásica, mientras que  Camille Jullian se encargó del ámbito galorromano hasta 1933, año en el que Albert Grenier le sucedió en el puesto. En 1941, la redacción de la revista fue transferida a la Facultad de Letras. William Seston fue director gerente hasta 1941, después Pierre Boyancé fue el director de 1942 a 1945. A partir de 1947, el decano de la Faculté des Lettres se convirtió en el director de los Annales, y la estructura de la REA se modificó: su director tomó el título de secretario gerente y un comité de redacción, que comprendía un presidente y cinco miembros, se creó para asistirlo. Después del cambio de estructura de la Universidad de Burdeos en 1968, la Universidad de Burdeos III se encargó de la publicación de la REA.

## Publicaciones
La Revue des études anciennes es el principal periódico publicado por la redacción de la REA. Varios Bulletins (Boletines) se han añadido desde comienzos del siglo XX. La REA publica también números especiales y volúmenes puntuales.